# Bermershausen
Bermershausen (mundartlich Bermaschause) ist ein Stadtteil von Bad Laasphe im nordrhein-westfälischen Kreis Siegen-Wittgenstein.

## Geographie
Bermershausen liegt im Lahntal, eingebettet zwischen Kratzenberg (571 m ü. NHN) im Norden
und Gottelsberg (570 m ü. NHN) im Süden. Die Ortschaft befindet sich relativ zentral im Stadtgebiet Bad Laasphes, rund 6 Kilometer Luftlinie nordwestlich der Kernstadt.

## Geschichte
Das Dorf wurde im Jahr 1495 erstmals urkundlich erwähnt.
Bermershausen war bis zur Durchführung des Sauerland/Paderborn-Gesetzes am 1. Januar 1975 eine selbstständige Gemeinde.

## Verkehr
Bermershausen liegt verkehrsgünstig an der Landesstraße L 719 von Bad Laasphe nach Siegen.
Es verkehren Busse der Verkehrsgemeinschaft Westfalen-Süd. Die Obere Lahntalbahn führt direkt am Ort vorbei, der nächste Bahnhof befindet sich ca. 2 Kilometer entfernt in Feudingen.

## Sehenswürdigkeiten
Wahrzeichen des Dorfes ist der auf etwa 500 Meter Höhe stehende Scharfenstein, von welchem man einen herrlichen Blick bis zum Schloss Wittgenstein hat. Der etwa acht Meter hohe Felsen wurde bereits im 15. Jahrhundert erwähnt.